# Marganell
Marganell este o localitate în Spania în comunitatea Catalonia în provincia Barcelona. În 2005 avea o populație de 275 locuitori. Este situat in comarca Bages.
1. ↑  Nomenclátor Geográfico de Municipios y Entidades de Población (20240402 edition)
2. ↑   http://www.idescat.cat/pub/?id=aec&n=925&t=2016 Lipsește sau este vid: |title= (ajutor)
3. ↑   https://es-es.topographic-map.com/map-c2dtj/España/?center=41.63418%2C1.78446&zoom=14&popup=41.64245%2C1.78871 Lipsește sau este vid: |title= (ajutor)